# Abbabach
Der Abbabach ist ein 17,1 km langer orografisch linker Nebenfluss der Ruhr im nordrhein-westfälischen Märkischen Kreis. Der Lauf des Baches befindet sich weit überwiegend im Naturschutzgebiet Abbabach (Menden) und Naturschutzgebiet Abbabach (Iserlohn).

## Geographie

### Verlauf
Der Abbabach entspringt auf Hemeraner Stadtgebiet westlich des Tannenkopfs auf einer Höhe von 295 m ü. NHN.
Von hier aus fließt der Bach windungsreich überwiegend in nordnordwestliche Richtung. Dabei durchfließt er die Ortschaft Landhausen und mehrere kleinere Weiler.
Zwischen Fröndenberg-Dellwig im Nordosten und Iserlohn-Drüpplingsen im Süden mündet der Bach auf 114 m ü. NHN linksseitig in die Ruhr.
Auf seinem 17,1 km langen Weg durch Hemer und Iserlohn überwindet der Abbabach einen Höhenunterschied von 181 m, was einem mittleren Sohlgefälle von 10,6 ‰ entspricht.

### Einzugsgebiet
Das 21.983 km² große Einzugsgebiet des Abbabachs liegt im Niedersauerland und wird durch ihn über Ruhr und Rhein zur Nordsee entwässert.
Es grenzt
- im Osten an das Einzugsgebiet der Hönne, die in die Ruhr mündet
- im Südosten an das des Hönnezuflusses Oese
- im Südwesten an das des Caller Bachs, der in den Baarbach mündet
- und im Westen an das des Baarbachs selbst, der in die Ruhr mündet

### Zuflüsse
Größter Nebenfluss des Abbabachs ist der 3,4 km lange Dahlhauser Bach.
Die Fließgewässer werden von der Quelle zur Mündung aufgelistet.  Es werden die Gewässerstationierung (Stat.) in Fluss-km, der Gewässernamen, die Gewässerkennzahl (GKZ), die Länge des Gewässers in Kilometer (km), das Einzugsgebiet in Quadratkilometer (km²), der Mittlere Abfluss (MQ) in Liter pro Sekunde (l/s) und die Mündungshöhe in Meter über Normalhöhennull (m ü. NHN) angegeben. Die Werte stammen im Allgemeinen aus dem Fachinformationssystem ELWAS, eine andere Datenherkunft wird in den Anmerkungen zur Tabelle angezeigt.
| Stat. in km | Name         | GKZ      | Lage   | Länge in km | EZG in km² | MQ in l/s | Mündungshöhe in m ü. NHN |
| ----------- | ------------ | -------- | ------ | ----------- | ---------- | --------- | ------------------------ |
| 015,550     | Eisensiepen  | 27652-14 | rechts | 001,0000    | 0000,400   | 0005,0000 | 227,500000               |
| 015,30      | Deipensiepen |          | links0 | 000,3000    |            |           | 222,500000               |
| 014,70      | Elsensiepen  |          | rechts | 000,7000    |            |           | 212,500000               |
| 000,00      | Abbabach     | 27652    |        | 017,1000    | 0022,000   | 0271,0000 | 114,000000               |

Anmerkungen zur Tabelle
1. ↑  Gewässerkennzahl, in Deutschland die amtliche Fließgewässerkennziffer mit zur besseren Lesbarkeit eingefügtem Trenner hinter dem Präfix, das einheitlich für den allen gemeinsamen Vorfluter Abbabach steht.
2. ↑  Eigenmessung auf ELWAS
3. ↑  Die Daten des Abbabachs zum Vergleich